# George Daniels (Uhrmacher)
George Daniels CBE (* August 1926 in London; † 21. Oktober 2011 auf der Isle of Man) war ein britischer Uhrmacher und Buchautor. Er war der Erfinder der Co-Axial-Hemmung für Armband- und Taschenuhren, die seit 1999 vom Hersteller Omega industriell gefertigt wird.

## Leben und uhrmacherische Leistung
Daniels stammte aus ärmlichen Verhältnissen. Schon früh von mechanischen Uhren fasziniert, brachte er sich das Reparieren von Uhren selber bei. Mit 14 Jahren verließ er die Schule, konnte aber aus finanziellen Gründen keine Uhrmacherlehre beginnen. Bis zu seiner Einberufung 1944 hielt er sich mit verschiedenen kleineren Jobs über Wasser. Während seines Militärdienstes im Mittleren Osten reparierte er unter anderem die Uhren seiner Kameraden, was ihn darin bestärkte, sich nach dem Krieg vollends der Uhrmacherei zu widmen. Nachdem er die Uhrmacherei in Abendkursen erlernt und eine Anstellung als Uhrmacher gefunden hatte, wurde er „Fellow“ des British Horological Institute. Später eröffnete er ein eigenes Uhrengeschäft und restaurierte alte Uhren.
Durch Sam Clutton, einen befreundeten Uhrensammler, wurde er auf den französischen Meisteruhrmacher Abraham Louis Breguet aufmerksam. Die Begeisterung für das Lebenswerk von Breguet führte nicht nur zu einem Buch über dessen Taschenuhren, sondern auch zu dem Entschluss, eine eigene Uhr zu konstruieren. Die Arbeit an seiner ersten Taschenuhr begann er 1967 und er benötigte zwei Jahre, um sie zu vollenden. Daniels verkaufte sie 1969 für £1,900 an Clutton. Er fertigte weitere Taschenuhren komplett von Hand, immer darauf bedacht, wie sein Vorbild Breguet niemals zwei identische Uhren zu bauen. Er beschäftigte sich intensiv mit der Lösung für das Schmierungsproblem in Uhrenhemmungen. Bei Temperaturänderungen verursacht diese Schmierung Abweichungen in der Zeitmessung. In den 1970er Jahren erfand er die Co-Axial-Hemmung, die auf eine Schmierung verzichtet, und meldete sie 1980 zum Patent an. Aber erst im Jahr 1994 konnte er einen Uhrenhersteller, die schweizerische Omega SA, davon überzeugen, seine Hemmung in Serie zu produzieren. 1999 erschien die Armbanduhrenserie „Omega De Ville“ erstmals mit einer Co-Axial-Hemmung.
Daniels hielt Vorlesungen über antike und zeitgenössische Uhrmacherei an der Harvard University, der Cambridge Philosophical Society, dem British Horological Institute und dem American Watchmakers Institute. Er war Mitglied des British Horological Institute und der Worshipful Company of Clockmakers (gegründet 1631). 1979/1980 war er Präsident beider Organisationen.
Die von Daniels für Sam Clutton handgefertigte Taschenuhr erzielte bei einer Versteigerung in den USA einen Erlös von rund 250.000 US-$.
Im Juli 2006, zu Ehren seines 80. Geburtstags, widmete Sotheby’s in London ihm eine Retrospektive und ermöglichte eine Ausstellung mit 36 von Daniels handgefertigten Uhren, seinen Zeichnungen und sonstigen Werken.

## Ehrungen und Auszeichnungen
Daniels war Ehrenmitglied der Académie horlogère des créateurs indépendants (AHCI). Die City University London verlieh ihm die Ehrendoktorwürde. Er erhielt verschiedene Auszeichnungen, unter anderem 1980 die Tompion Gold Medal der Worshipful Company of Clockmakers, die British Horological Institute Gold Medal, die City and Guilds of London Gold Medal, die Arts Science and Learning award of the City of London und die Victor Kullberg Medal der Stockholm Watchmaker's Guild.
Im Jahr 1982 erhielt Daniels den britischen Ritterorden Order of the British Empire in der Stufe Member.  2010 wurde er mit der Stufe Commander ausgezeichnet.

## Veröffentlichungen
- Watches, B. T. Batsford Ltd., London 1965, ISBN 978-0-670-75076-4.
- English and American Watches, 1966.
- The Art of Breguet, Sotheby Parke Bernet, London 1974, ISBN 0-85667-004-9.
- L´ouvre de Abraham-Louis Breguet, 1976. Ausstellungskatalog zur Breguet-Ausstellung im Musée International d´Horlogerie in La Chaux-de-Fonds.
- Watches. A Complete History of the Technology and Development of the Watch, Sotheby Parke Bernet, London 1979, ISBN 0-85667-058-8.
- mit Cecil Clutton: Clocks and Watches in the Collection of the Worshipful Company of Clockmakers. London 1980.
- Watchmaking, Sotheby’s, London 1981, ISBN 0-85667-150-9.
- Watches and Clocks: Salomon's Collection, Sotheby Parke Bernet, London 1983, ISBN 0-85667-074-X.
- The Practical Watch Escapement, Isle of Man (UK), 1994
- All in good time : reflections of a watchmaker, Isle of Man (UK), 2000 (Autobiographie)